# Hồng Môn Yến (phim 2011)
Hồng Môn Yến (giản thể: 鸿门宴; phồn thể: 鴻門宴, tiếng Anh: White Vengance) là một bộ phim điện ảnh Trung Quốc – Hồng Kông thuộc thể loại hành động – cổ trang – chính kịch ra mắt vào năm 2011 do Lý Nhân Cảng viết kịch bản kiêm đạo diễn, với sự tham gia diễn xuất của các diễn viên gồm Lê Minh, Phùng Thiệu Phong, Lưu Diệc Phi, Trương Hàm Dư, Trần Tiểu Xuân, An Chí Kiệt và Huỳnh Thu Sinh. Dựa trên giai đoạn lịch sử Hán-Sở tranh hùng, bộ phim là cuộc đấu trí quyết liệt giữa các vị quân sư, cũng như những kế hoạch thâm sâu ẩn đằng sau bữa tiệc Hồng môn.

## Diễn viên
- Lê Minh vai Lưu Bang
- Phùng Thiệu Phong vai Hạng Vũ
- Lưu Diệc Phi vai Ngu Cơ
- Trương Hàm Dư vai Trương Lương
- Huỳnh Thu Sinh vai Phạm Tăng
- Trần Tiểu Xuân vai Phàn Khoái
- An Chí Kiệt vai Hàn Tín
- Tu Khánh vai Tiêu Hà
- Giả Thanh vai La Sát
- Đinh Hải Phong vai Hạng Trang
- Triệu Hối Nam Sở Hậu Hoài Vương
- Tôn Văn Đình vai Nữ thần binh pháp
- Mạnh Đồng Dịch vai Nữ thần binh pháp
- Hoàng Tư Kỳ vai Nữ thần binh pháp
- Đỗ Dịch Hành vai thích khách
- Ngọ Mã vai Lưu Huyền
- Trần Quan Thái vai Cầu Nhiêm Khách
- Trần Chi Huy vai Hạ Hầu Anh
- Từ Hướng Đông vai Hạng Bá
- Đỗ Ngọc Minh vai Long Thư
- Triệu Văn Hạo vai Bá Phù

## Nhạc phim
| Tên                                                                      | Trình bày                                                                                                   | Loại |
| ------------------------------------------------------------------------ | --- | --- |
| Nhất niệm                                                                | Lê Minh | Ca khúc chủ đề |
| Sở Ca                                                                    | Phùng Thiệu Phong, Lưu Diệc Phi                                                                             | Sáp khúc |
| Thông tin album                                                          | Da sách ca khúc                                                                                             | Da sách ca khúc |
| Loại：Nhạc phim, Nhac Phim điện ảnh và truyền hình Sáng tác：Lê Duẫn Văn | 1. 鸿门往事 2. 刘家军 3. 城阳之战 4. 虞姬 5. 楚歌 6. 暗渡陈仓 7. 张良计 8. 韩信醉酒会英雄 9. 大刺杀 10.赴宴 | 11.西楚霸王 12.兵魔范增 13.五盘棋 14.楚汉之争 15.谋士挽歌 16.大风起兮 17.四面楚歌 18.雪飞鸟城 19.刘邦舞曲 20.樊噌之死 21.项羽虞姬结 |

## Sản xuất và phát hành

### Đội ngủ sản xuất
| Sản xuất  | Starlight International Media 北大星光集团有限公司 Omnijoi Media Corporation 武汉常阳国际传媒有限公司 Beijng Starlight International Media |
| Phát hành | Quang Tuyến Mei Ah Entertainment Well Go Encore Films Golden Village Pictures                                                              |

## Giải thưởng
| Năm  | Lễ trao giải                                            | Hạng mục                              | Đề cử cho                                   | Kết quả | Ghi chú |
| ---- | ------------------------------------------------------- | ------------------------------------- | ------------------------------------------- | ------- | ------- |
| 2012 | Giải Kim Tượng lần thứ 31                               | Nhạc phim gốc hay nhất                | Lê Duẫn Văn                                 | Đề cử   | [ 4 ]   |
| 2012 | Giải Kim Tượng lần thứ 31                               | Phục trang và Hóa trang xuất sắc nhất | Debby Wong (黄明霞), Kwan Kit Mok (莫均杰)  | Đề cử   | [ 4 ]   |
| 2012 | Giải Kim Tượng lần thứ 31                               | Thiết kế âm thanh xuất sắc nhất       | Phyllis Cheng (郑颖园), Lam Siu Yu (林绍儒) | Đề cử   | [ 4 ]   |
| 2012 | Giải Kim Tượng lần thứ 31                               | Chỉ đạo nghệ thuật xuất sắc nhất      | Lý Nhân Cảng                                | Đề cử   | [ 4 ]   |
| 2012 | Giải thưởng Điện ảnh châu Á lần thứ 6                   | Biên tập phim xuất sắc nhất           | Tang Man-to                                 | Đề cử   | [ 4 ]   |
| 2012 | Giải thưởng Điện ảnh châu Á lần thứ 6                   | Phiết kế phục trang xuất sắc nhất     | Debby Wong (黄明霞), Kwan Kit Mok (莫均杰)  | Đề cử   | [ 4 ]   |
| 2012 | Giải thưởng Truyền thông Điện ảnh Trung Quốc lần thứ 12 | Nam diễn viên được mong đợi nhất      | Phùng Thiểu Phong                           | Đề cử   | [ 4 ]   |